# Mediascher Wochenblatt
Das Mediascher Wochenblatt war eine deutschsprachige Wochenzeitung, die von 1893 bis 1918 in Mediasch (rum. Mediaș) in der Habsburgermonarchie im Königreich Ungarn erschienen ist. Sie war eine politische Zeitung, die ihren Lesern Lokal- und Tagesnachrichten bot, aber auch einen Kulturteil, der einen Schwerpunkt auf Berichte über Konzerte und Theateraufführungen legte. Mit Ende des Ersten Weltkriegs und mit Auflösung der Habsburgermonarchie stellte das Mediascher Wochenblatt sein Erscheinen ein. Nachfolger wurde die ab 1919 nun im Königreich Rumänien erscheinende Mediascher Zeitung.

## Chefredakteure
Schriftleitung:
- Franz Biehl
- Karl Hietsch (ab 1902)
- G. A. Reissenberger (ab 1904)
- Gustav Schuster (ab 1912)
- G. A. Reissenberger (ab 1916)
- Otto Reissenberger (ab 13. Apr. 1918)